# Boiling Springs Lake RNA-DNA Hybrid Virus
„Boiling Springs Lake RNA-DNA Hybrid Virus“ (BSL-RDHV) ist die Bezeichnung einer vorgeschlagenen Spezies (Art) von Viren, deren Genom-Sequenz (Contig) durch Metagenomanalysen von Proben aus dem Boiling Springs Lake im Geothermalgebieten des Lassen-Volcanic-Nationalparks, Nordkalifornien ermittelt wurde.

## Entdeckung

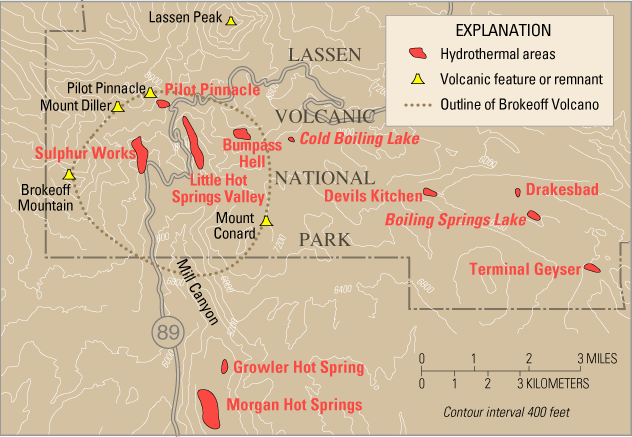
Karte der Geothermalgebiete im Lassen-Volcanic-Nationalpark mit dem Boiling Springs Lake (rechts, mittlere Höhe)

Seit 2001 wurden von Kenneth M. Stedman und Kollegen in den Geothermalgebieten im Lassen-Volcanic-Nationalpark in Nordkalifornien Untersuchungen, insbesondere Metagenomanalysen durchgeführt.
Das wichtigste Ergebnis dieser Metagenomik war die Gensequenz einer Einzelstrang-DNA (ssDNA), in der sich Homologien sowohl zu einem ssDNA-Virus (Rep-Endonuklease, Rep oder REP: hier zu Porcines Circovirus-2, PCV2, Gattung Circovirus, Phylum Cressdnaviricota) als auch zu einem RNA-Virus (Kapsidprotein, Cp, Cap oder CP: zu Familie Tombusviridae) sowie zu den vorgeschlagenen Spezies „Sclerophthora macrospora virus A“, SmV-A und „Plasmopara halstedii virus A“ – beide infizieren Eipilze – fanden.
Diese chimären (oder hybriden) Genomsequenzen (Fachbegriff: Contigs) wurde einem neuen Virus zugeordnet, für dessen Namen nach dem dortigen genauen Fundort Boiling Springs Lake (40,4355° N, 121,3971° W) die Bezeichnung „Boiling Springs Lake RNA-DNA Hybrid Virus“ (BSL-RDHV, auch BSL_RDHV) vorgeschlagen wurde (Diemer und Stedman, 2012). Das ssDNA-Genom enthält darüber hinaus auch eine konservierte Haarnadelstruktur (en. stem-loop structure), wie sie für Angehörige des Viren-Phylums Cressdnaviricota charakteristisch ist.

## Vorgeschlagene RNA-DNA-Hybridisierung
Die folgende Galerie zeigt die der vorgeschlagenen Hybridisierung zugrunde liegenden Ausgangsformen:
- ein ssDNA-Virus der Circoviridae mit zyklischem Genom inkl. Rep und Haarnadelstruktur (stem loop) und kleinem Kapsid, Triangulationszahl T=1
- ein (+)ssRNA-Virus der Tombusviridae mit großem Kapsid, Triangulationszahl T=3

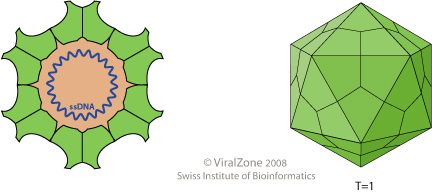
Schema eines Virions der Gattung Circovirus, Querschnitt und Seitenansicht. Zyklisches ssDNA-Genom, Haarnadelstruktur nicht gezeichnet
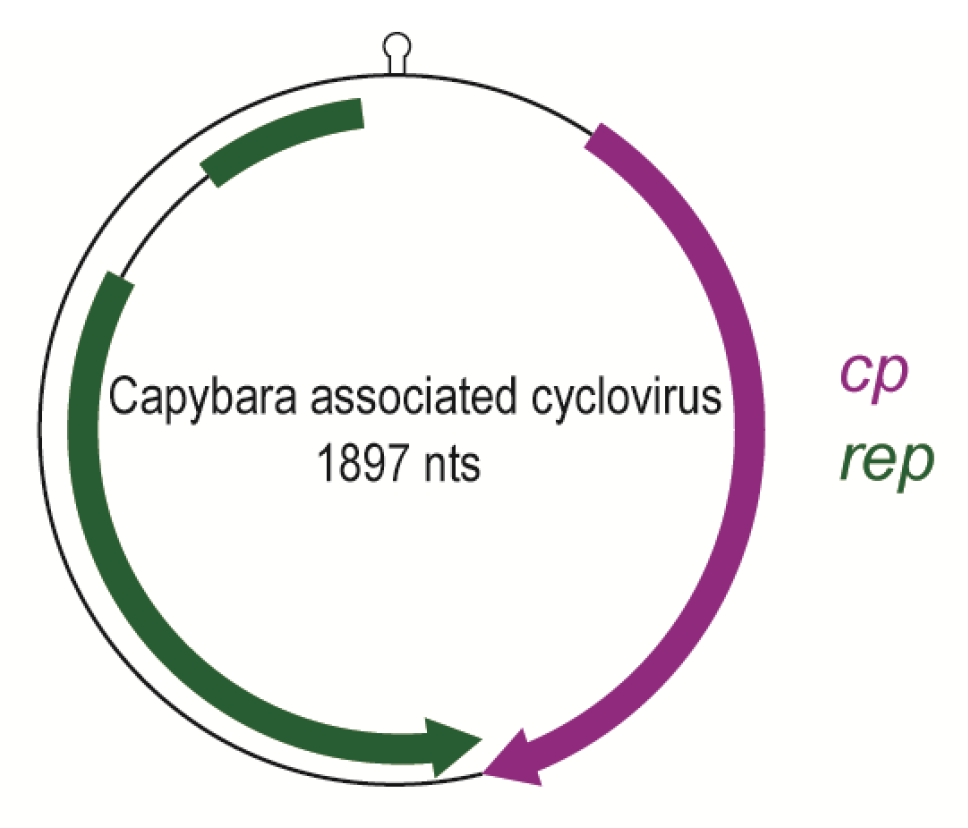
Genom des „Capybara associated cyclovirus“, Kandidat in der Fam. Circoviridae: Zykl. ssDNA mit stem loop

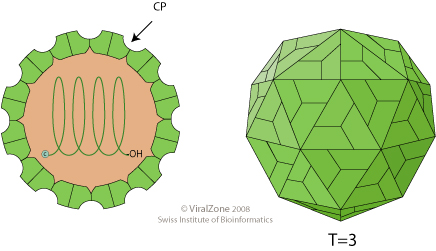
Schemazeichnung eines Virions der Familie Tombusviridae. Querschnitt und Seitenansicht. Lineares (+)ssRNA-Genom.
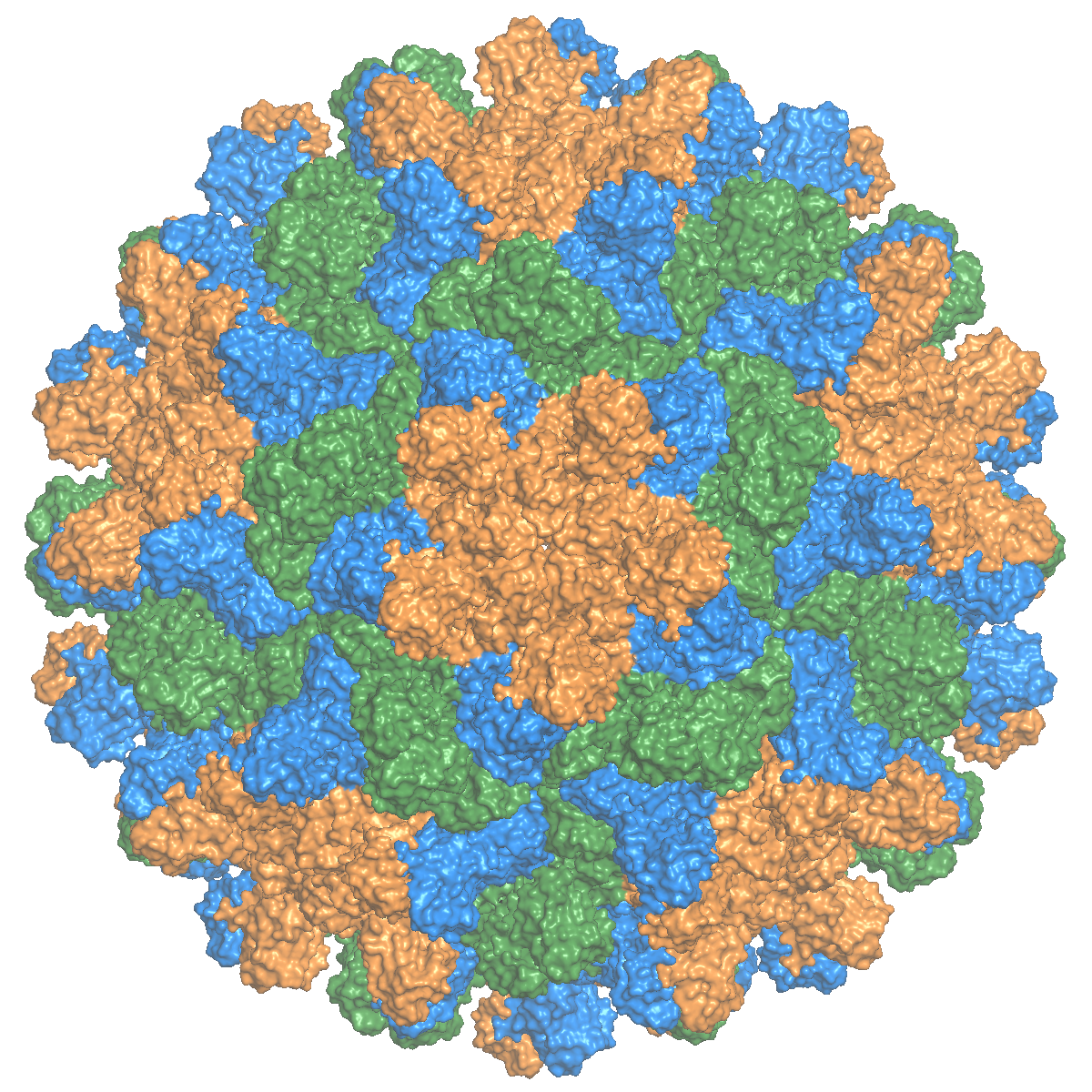
Kapsid des Tomato-bushy-stunt-Virus, Gattung Tombusvirus

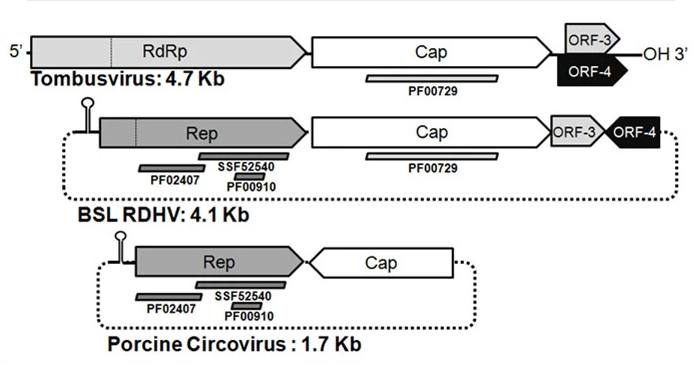
Aufbau des Genoms von BSL-RDHV im Vergleich zu Tombusvirus (mit ssRNA linear) und Porcines Circovirus 1 (PCV-1 – wie BSL-RDHV mit ssDNA zirkulär).
Das Rep von BSL-RDHV zeigt große Ähnlichkeit zu dem des Circovirus, das Cap zu dem des Tombusvirus. Die Organisation des Genoms von BSL-RDHV ist wie bei Circovirus (inkl. Haarnadelstruktur), es ist aber viel größer – vergleichbar mit dem des Tombusvirus. Die Balken unter den ORFs zeigen von der Analyse erkannten Proteinfamilien an.

Das Ergebnis der vorgeschlagenen Hybridisierung ist ein chimäres Virus mit ssDNA-Genom und Rep mit Haarnadelstruktur, d. h. es repliziert wie die Circoviridae. Es hat aber das Cap und damit das große Kapsid der Tombusviridae, in dem mehr Platz ist für weitere Genom-Vergrößerungen. Schemazeichnungen dazu finden sich bei de la Higuera und Kollegen (2018) und Richard Harth (2020).
RNA-DNA-Hybridviren (RDHVs) dieser Art werden oft auch als „chimäre Viren“ (en. chimeric viruses, CHIVs) bezeichnet.
Die Häufigkeit und die Umstände der Rekombination, durch die RNA-DNA-Hybridviren (alias chimäre Viren) entstanden, werden aber noch diskutiert. Zum einen hat es offenbar in der Evolutionsgeschichte der Viren noch weitere RNA-DNA-Hybridisierungsereignisse gegeben. Zum anderen zeigen die Hybridviren mit homologem REP verwirrenderweise eine Reihe unterschiedlicher CAP-Proteine, so dass diskutiert wird, inwieweit diese durch einen weiteren nachträglichen Austausch (innerhalb der Cressdnaviricota) erlangt worden sein könnten.
Für die Klade der RNA-DNA-Hybridviren um BSL-RDHV wurde der Familienname Cruciviridae vorgeschlagen. Eine Alternative wäre der ein informelle und nicht-taxonomische Gebrauch der Bezeichnung „Cruciviren“ (englisch Cruciviruses).

## Proteom
Vorhergesagte Proteinstrukturen nach Diemer et al. (2012):

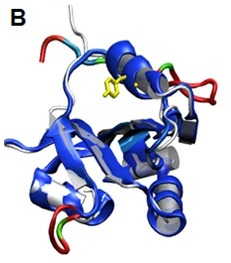
Vorhergesagte Rep-Struktur von BSL-RDHV
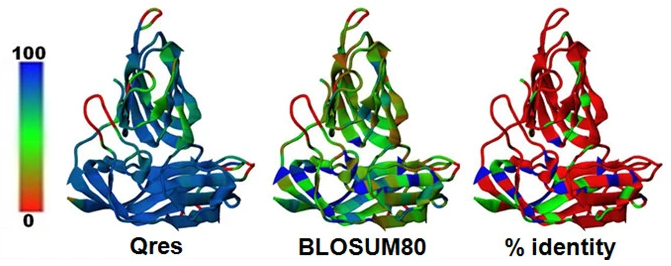
Anhand der Gensequenz vorhergesagte Struktur des Kapsidproteins Cp von BSL-RDHV im Vergleich zu Tomato-bushy-stunt-Virus (TBSV) und Melon-necrotic-spot-Virus (MNSV), beide Tombusviridae